# Trevor Shepherd
Trevor Shepherd (Sutton-in-Ashfield, 25 dicembre 1946) è un ex calciatore inglese, di ruolo attaccante.

## Caratteristiche tecniche
Era un'ala destra.

## Carriera
Dopo aver giocato nelle giovanili del Nottingham Forest, dal gennaio del 1964 al termine della stagione 1966-1967 è stato aggregato alla prima squadra, militante nella prima divisione inglese, senza però mai riuscire ad esordirvi in competizioni ufficiali; nell'estate del 1967 è stato ceduto al Coventry City, altro club di prima divisione, con cui nel corso della stagione 1967-1968 ha giocato una partita di campionato (il pareggio casalingo per 2-2 contro il Sunderland del 28 ottobre 1967) per poi nella seconda metà della stagione venire ceduto in prestito in terza divisione al Torquay Utd, club con cui si mette in evidenza realizzando 6 reti in 14 partite di campionato. Tornato agli Sky Blues, nella stagione 1968-1969 gioca in totale una partita in FA Cup e 13 partite nella prima divisione inglese segnandovi anche una rete, il 21 dicembre 1968 in una sconfitta per 4-2 sul campo del Manchester City.
Nell'estate del 1969 si trasferisce in terza divisione al Plymouth, che lo acquista pagandolo 9000 sterline: con i Pilgrims nella stagione 1969-1970 realizza 3 reti in 27 partite di campionato e gioca in tutto 3 partite nelle coppe nazionali inglesi, mentre nella stagione 1970-1971 trova meno spazio, giocando solamente 12 partite di campionato. A fine stagione, rimasto svincolato, va a chiudere la carriera con i semiprofessionisti del Nuneaton Borough.
In carriera ha totalizzato complessivamente 67 presenze e 11 reti nei campionati della Football League.